# Sphinx (Gattung)

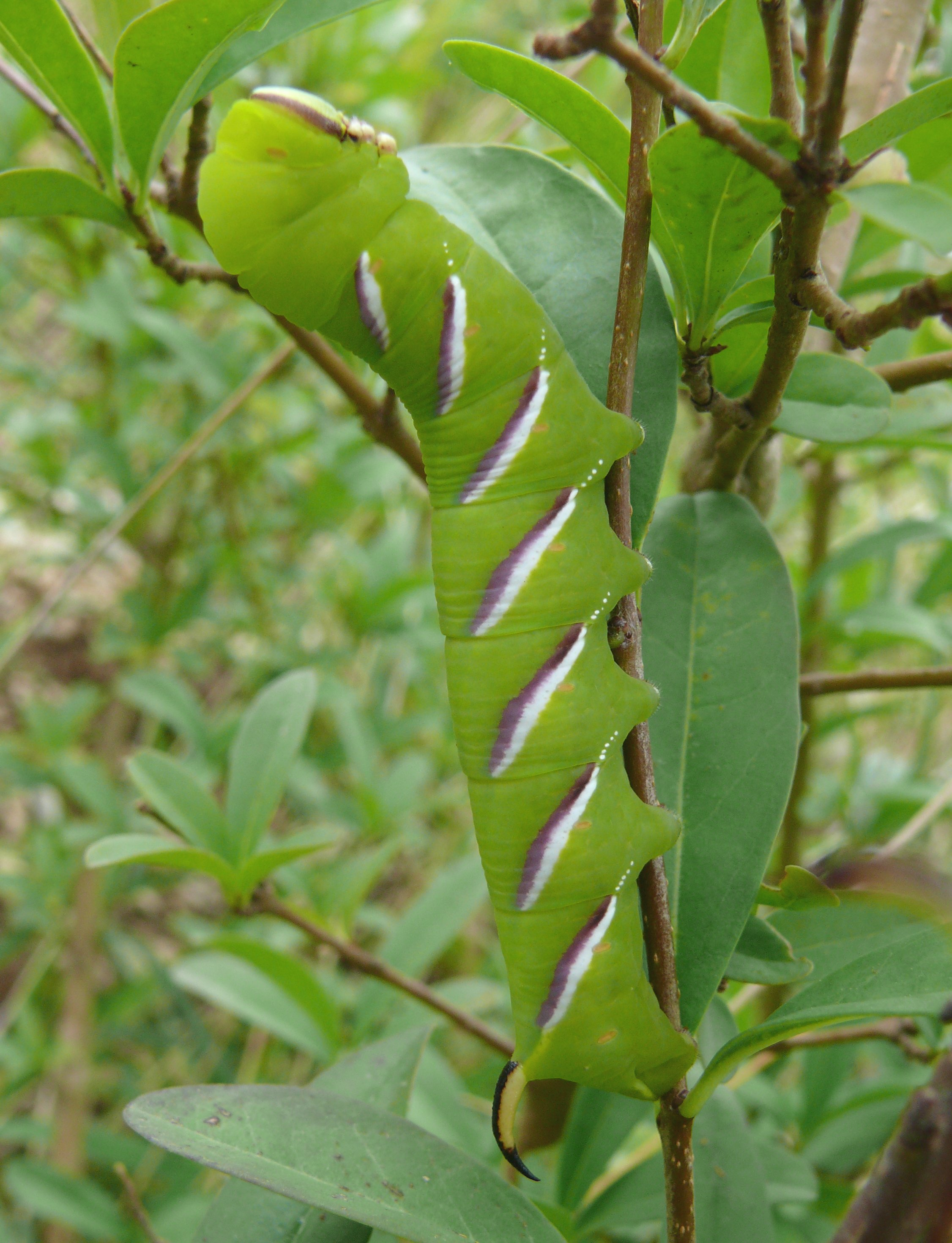
Raupe des Ligusterschwärmers (Sphinx ligustri)

Sphinx ist eine Gattung innerhalb der Schmetterlingsfamilie der Schwärmer (Sphingidae). Die Arten der Gattung kommen vor allem in Amerika, insbesondere in der Nearktis vor, einige Arten leben aber auch in der Paläarktis.

## Merkmale
Die Hinterflügel der Falter besitzen zwei dunkle Binden nahe dem Außenrand. Der Saugrüssel ist ungefähr gleich lang wie der Körper. Die Fühler sind bei beiden Geschlechtern gleichmäßig dick und besitzen an der Spitze nur einen sehr schwach ausgebildeten Haken. Die Facettenaugen sind klein und bewimpert. Der Hinterleib ist grau, weiß, rosa oder gelb gefärbt und besitzt schwarze Querbinden. Die Tibien der Hinterbeine besitzen zwei Paar Sporne, wobei das näher am Körper gelegene Paar deutlich länger ist als das zweite. Die Gattung unterscheidet sich von anderen Schwärmergattungen durch die mit Spornen besetzten Tibien der Vorderbeine und durch das Fehlen der Pulvilli an den Tarsen.
Die Eier sind rund und blassgrün gefärbt.
Der nahezu runde Kopf der Raupen ist oben leicht verschmälert. Der Körper hat einen zylindrischen Querschnitt. Seine Färbung besteht meist aus einem Grünton und trägt seitlich sieben schräge Streifen, die entweder weiß oder weiß in Kombination mit einer dunklen Farbe sind. Im letzten Raupenstadium ist die Oberfläche nur selten körnig strukturiert. Das Analhorn ist aufrecht, leicht gekrümmt und im letzten Stadium glänzend.
Die Puppen sind glänzend rotbraun und besitzen eine kleine, vom Körper getrennte und anliegende Rüsselscheide.

## Lebensweise
Die Raupen ernähren sich von vielen verschiedenen Pflanzenfamilien, bevorzugen aber Büsche und Bäume der Ölbaumgewächse (Oleaceae), Rosengewächse (Rosaceae), Geißblattgewächse (Caprifoliaceae), Heidekrautgewächse (Ericaceae) und Lippenblütler (Lamiaceae). Manche Arten fressen auch an Zypressengewächsen (Cupressaceae) und Kieferngewächsen (Pinaceae).

## Systematik
Lange Zeit galt die Gattung Lintneria, die ursprünglich von Arthur Gardiner Butler 1876 erstbeschrieben wurde, als Synonym von Sphinx, wie noch in "Hawkmoths of the World. An Annotated and Illustrated Revisionary Checklist (Lepidoptera: Sphingidae)", der umfassenden Artenliste der Familie von Kitching & Cadiou aus dem Jahr 2000, obwohl William Trowbridge Merrifield Forbes bereits 1911 richtig erkannte, dass die Gattung auf Grund der Morphologie der Raupen von Sphinx auszugliedern war. 2007 wurde die Gattung schließlich von James P. Tuttle wieder eingeführt und 21 Arten aus der Gattung Sphinx ausgegliedert. Dies wurde schließlich in einer molekulargenetischen Untersuchung bestätigt.
In Europa ist die Gattung Sphinx nur durch drei Arten vertreten, von denen zwei auch in Mitteleuropa heimisch sind. Weltweit werden 31 Arten der Gattung zugerechnet:
- Sphinx adumbrata (Dyar, 1912)
- Sphinx asellus (Rothschild & Jordan, 1903)
- Sphinx bhutana Brechlin, 2015
- Sphinx caligineus (Butler, 1877)
- Sphinx canadensis Boisduval, 1875
- Sphinx centrosinaria Kitching & Jin, 1998
- Sphinx centrovietnama Brechlin, 2015
- Sphinx chersis (Hübner, 1823)
- Sphinx chisoya (Schaus, 1932)
- Sphinx constricta Butler, 1885
- Sphinx crassistriga (Rothschild & Jordan, 1903)
- Sphinx dollii Neumoegen, 1881
- Sphinx drupiferarum J. E. Smith, 1797
- Sphinx formosana Riotte, 1970
- Sphinx franckii Neumoegen, 1893
- Sphinx gordius Cramer, 1779
- Sphinx kalmiae J. E. Smith, 1797
- Sphinx leucophaeata Clemens, 1859
- Sphinx libocedrus Edwards, 1881
- Ligusterschwärmer (Sphinx ligustri) Linnaeus, 1758 A, CH, D
- Sphinx luscitiosa Clemens, 1859
- Sphinx maurorum (Jordan, 1931) Europa
- Sphinx morio (Rothschild & Jordan, 1903)
- Sphinx nogueirai Haxaire, 2002
- Sphinx oberthueri (Rothschild & Jordan, 1903)
- Sphinx perelegans Edwards, 1874
- Kiefernschwärmer, oder Tannenpfeil (Sphinx pinastri) Linnaeus, 1758 A, CH, D
- Sphinx poecila Stephens, 1828
- Sphinx sequoiae Boisduval, 1868
- Sphinx vashti Strecker, 1878
- Sphinx yunnana Brechlin, 2015

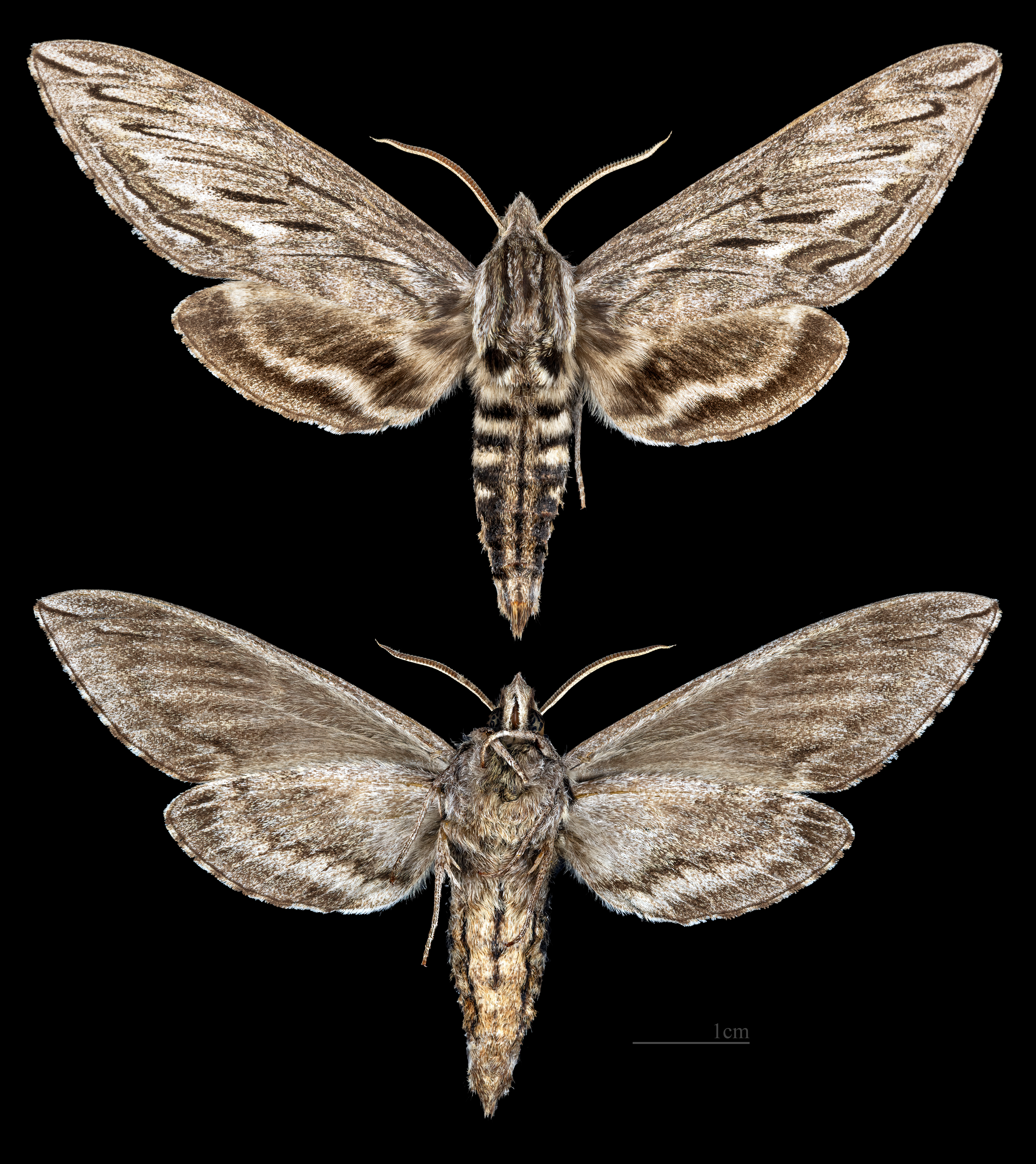
Sphinx canadensis
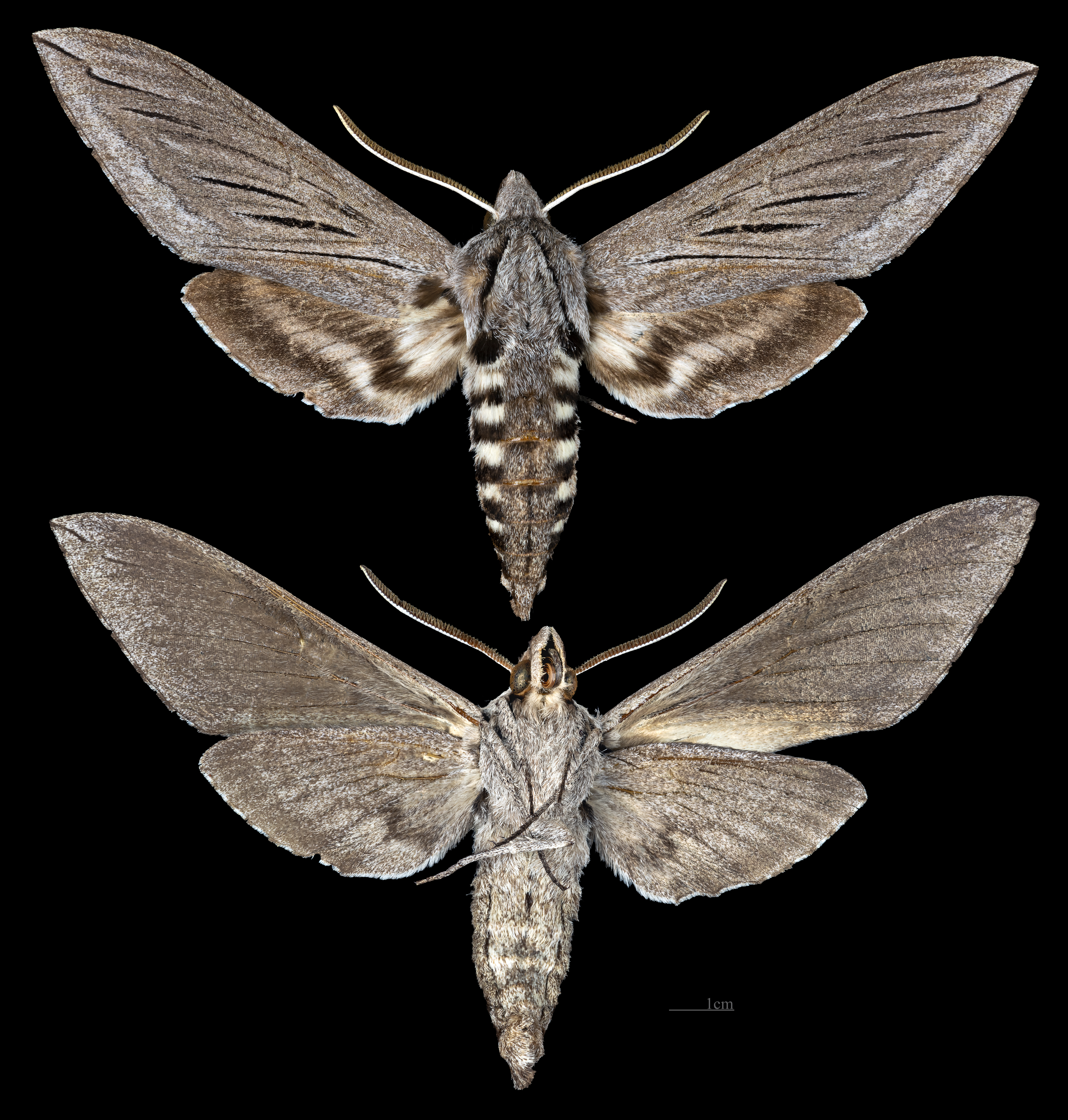
Sphinx chersis
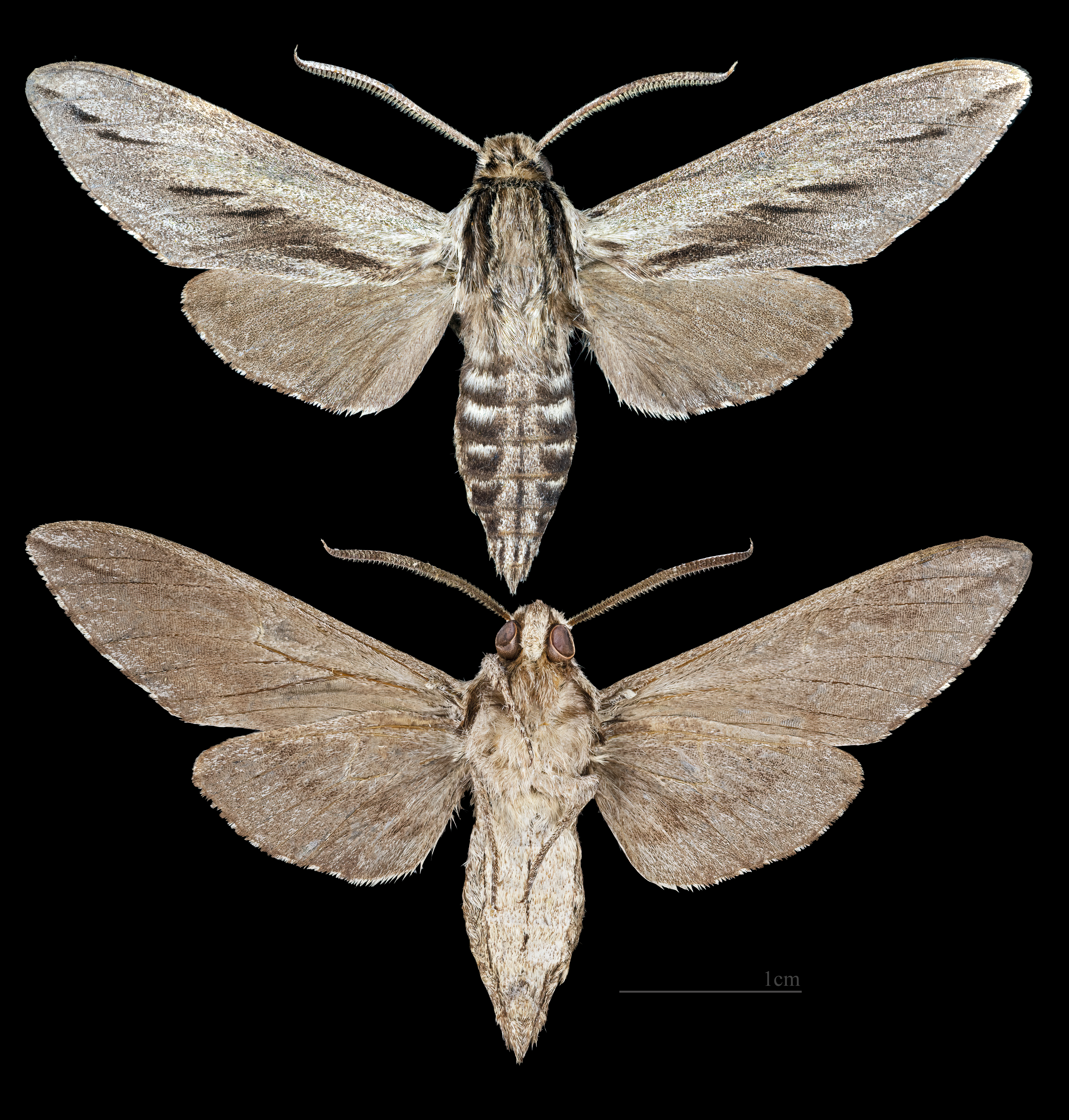
Sphinx dollii
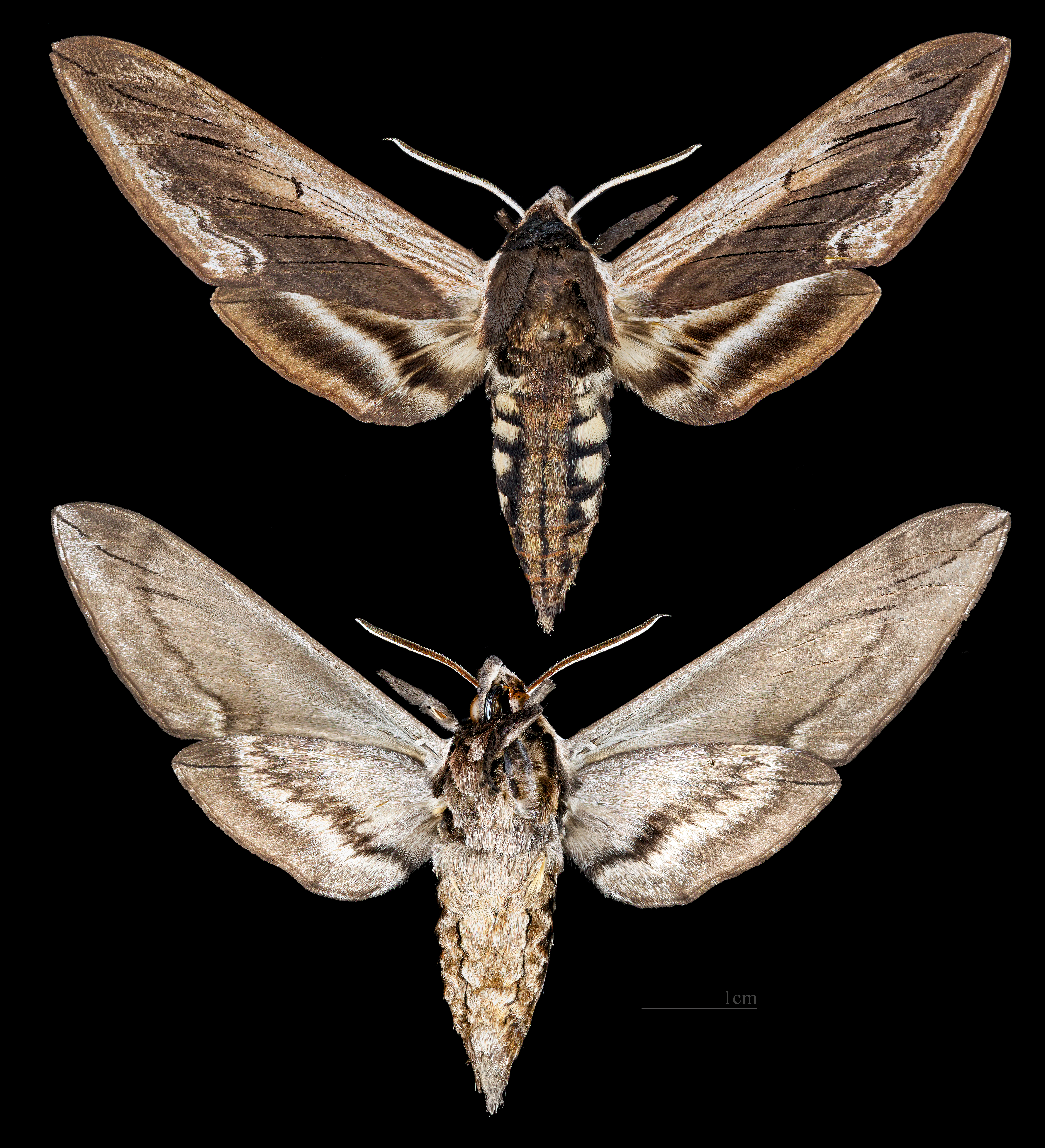
Sphinx drupiferarum
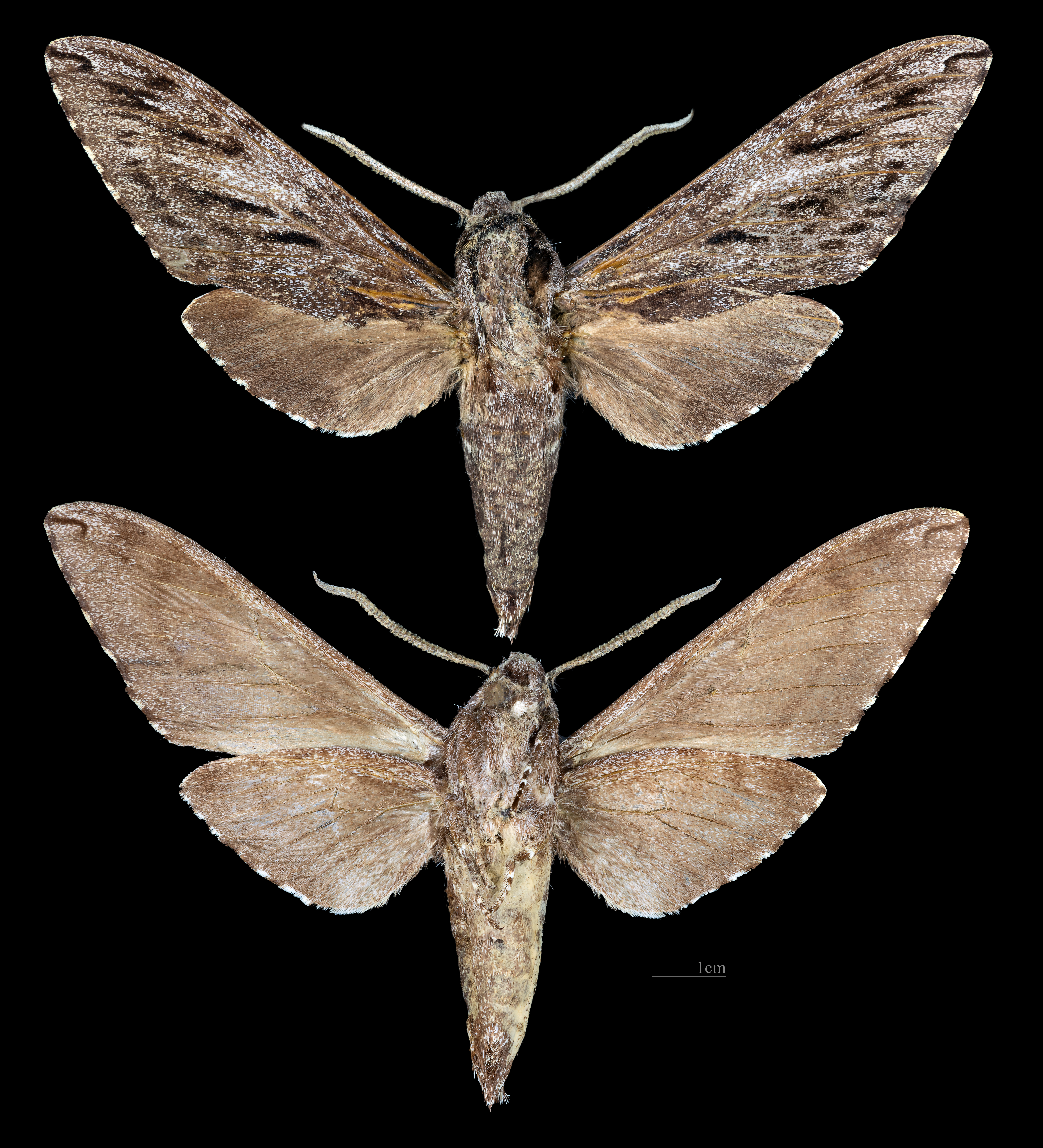
Sphinx formosana
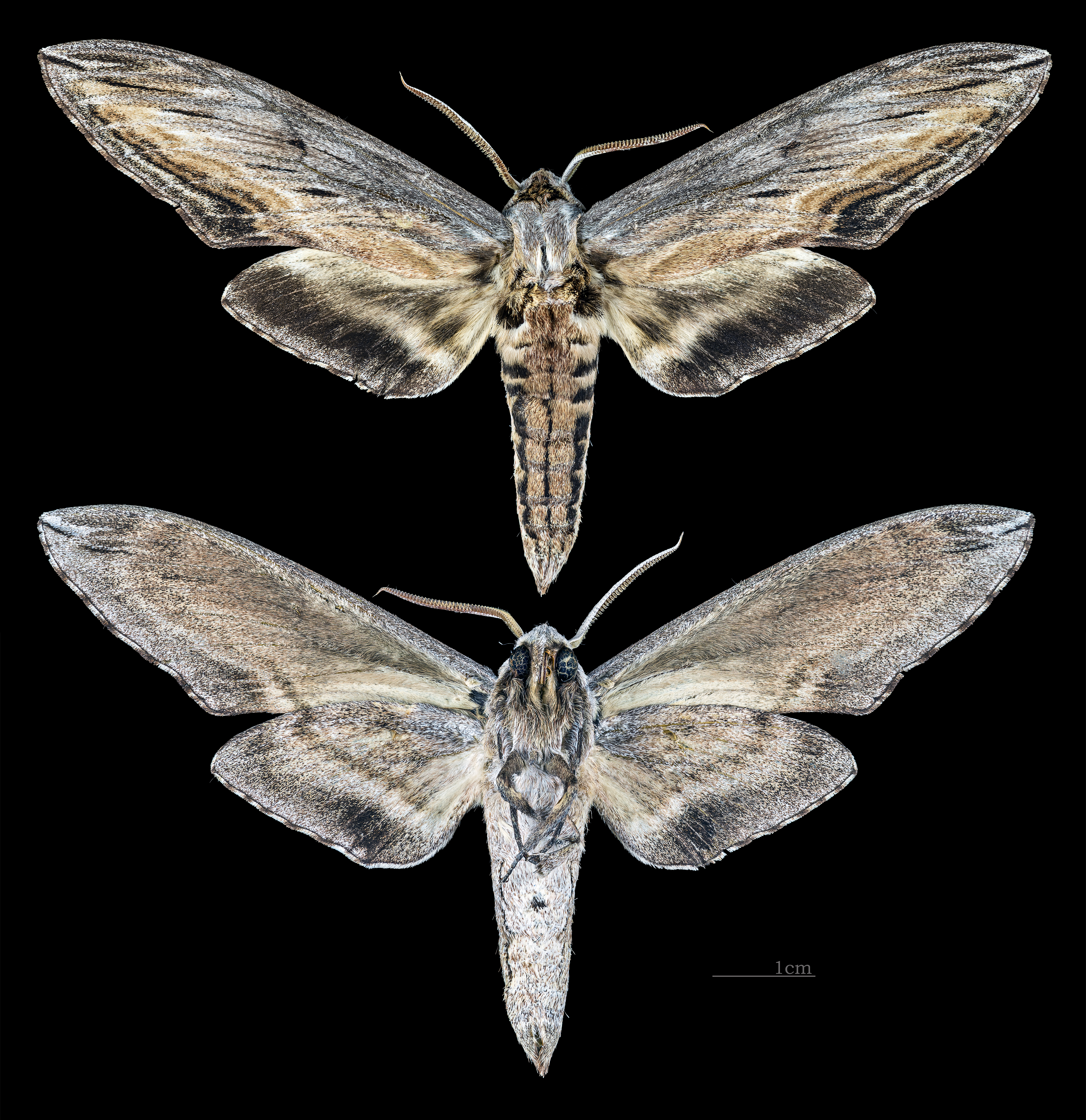
Sphinx franckii
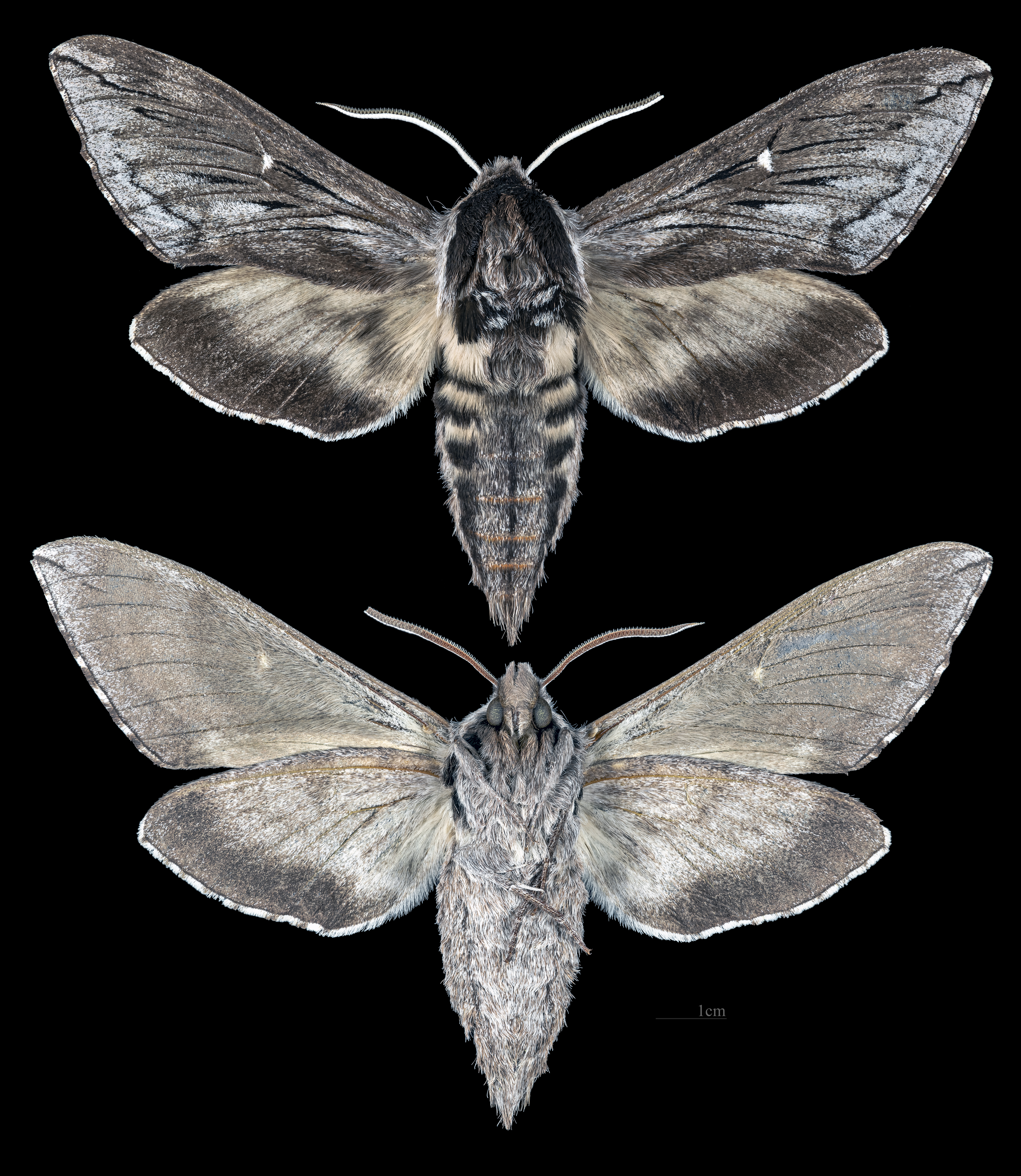
Sphinx gordius
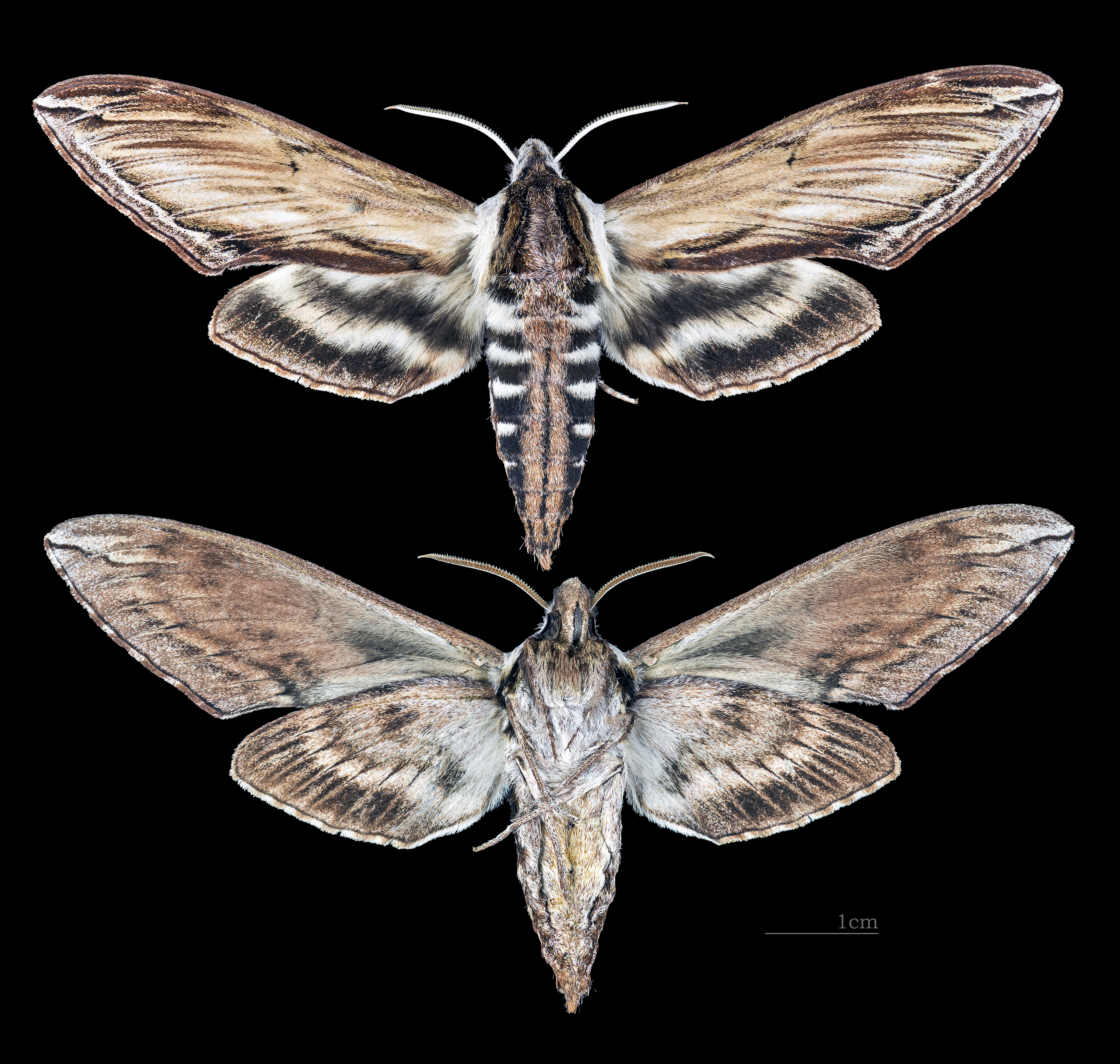
Sphinx kalmiae
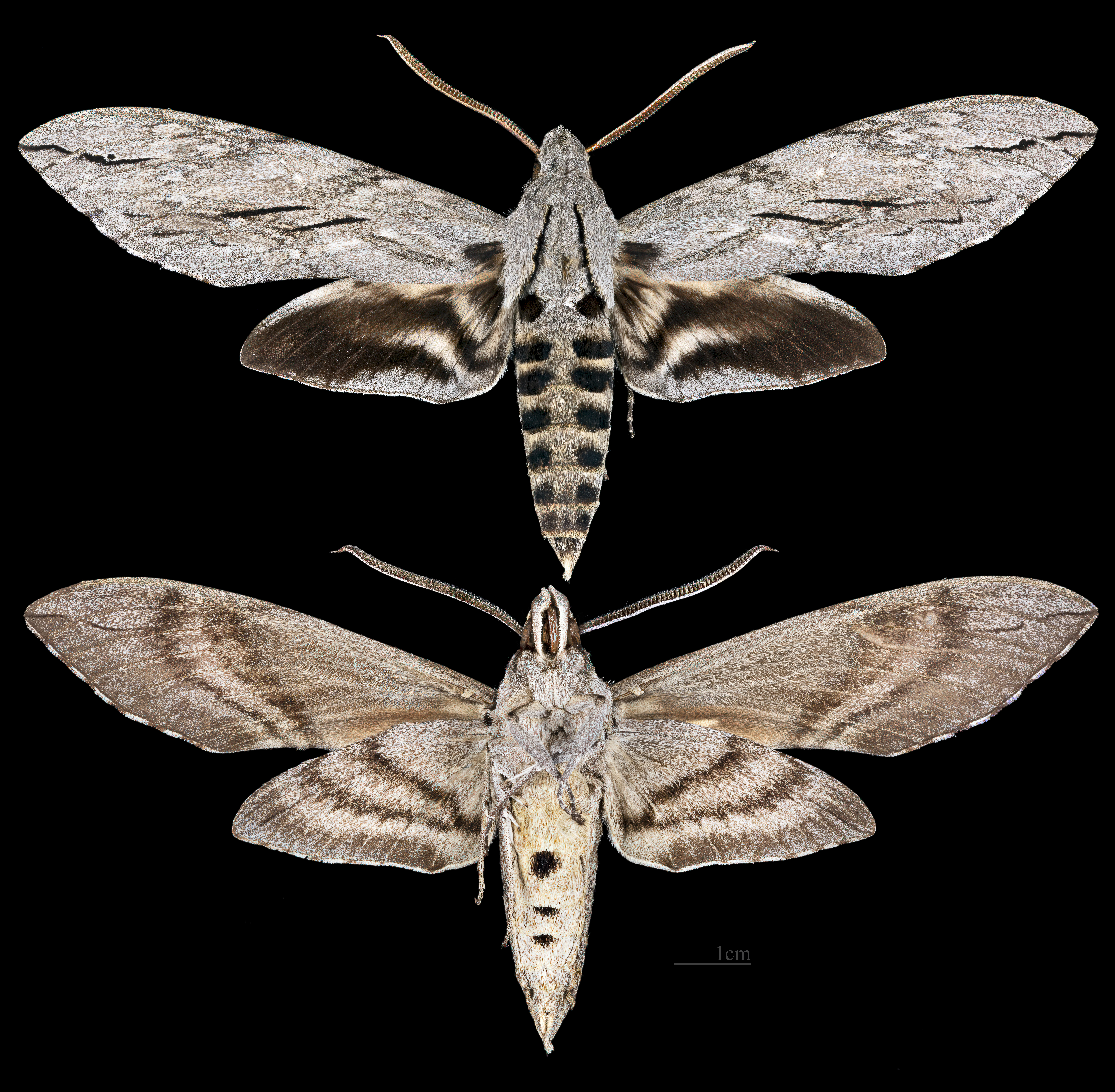
Sphinx kalmiae
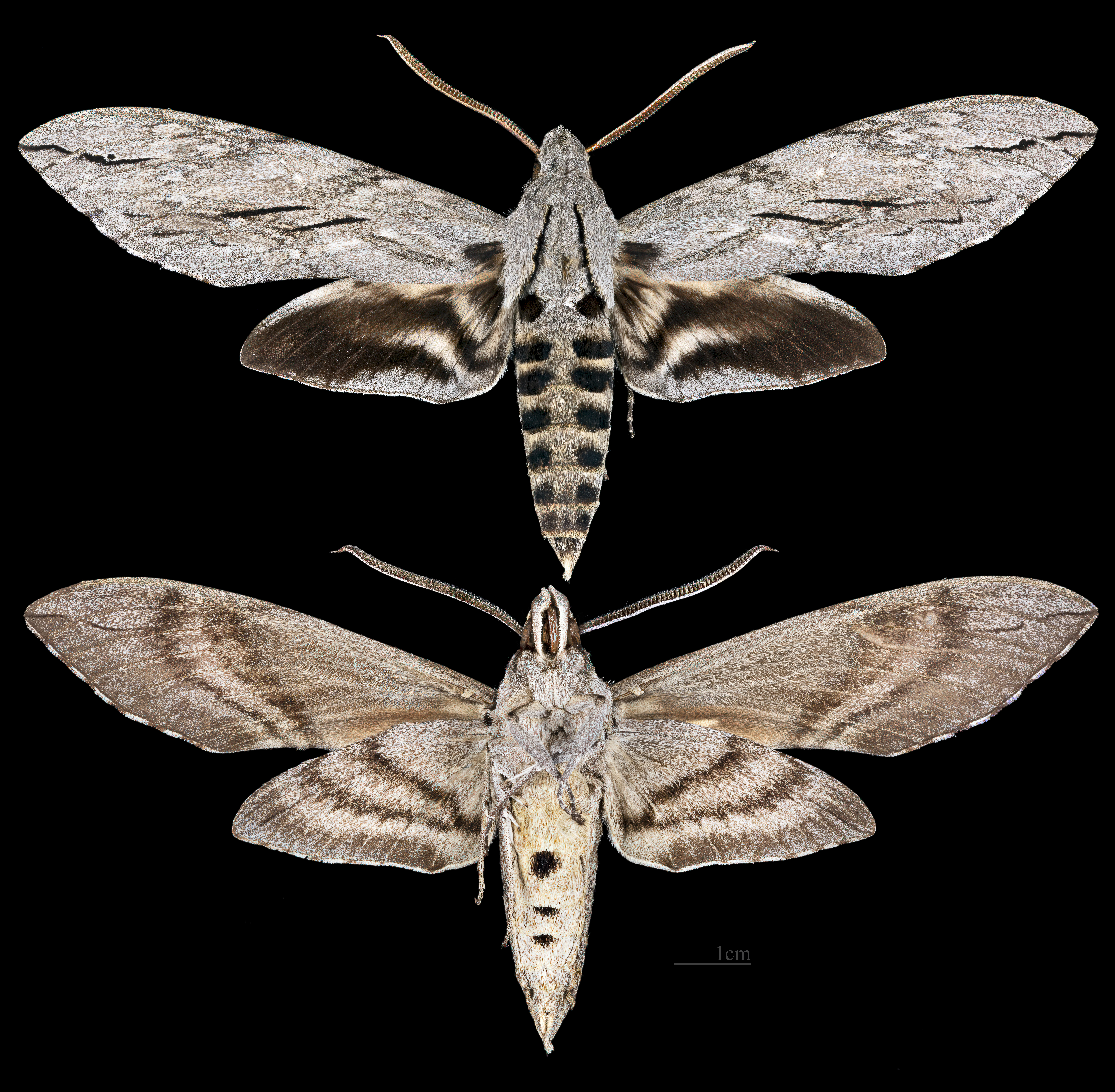
Sphinx leucophaeata
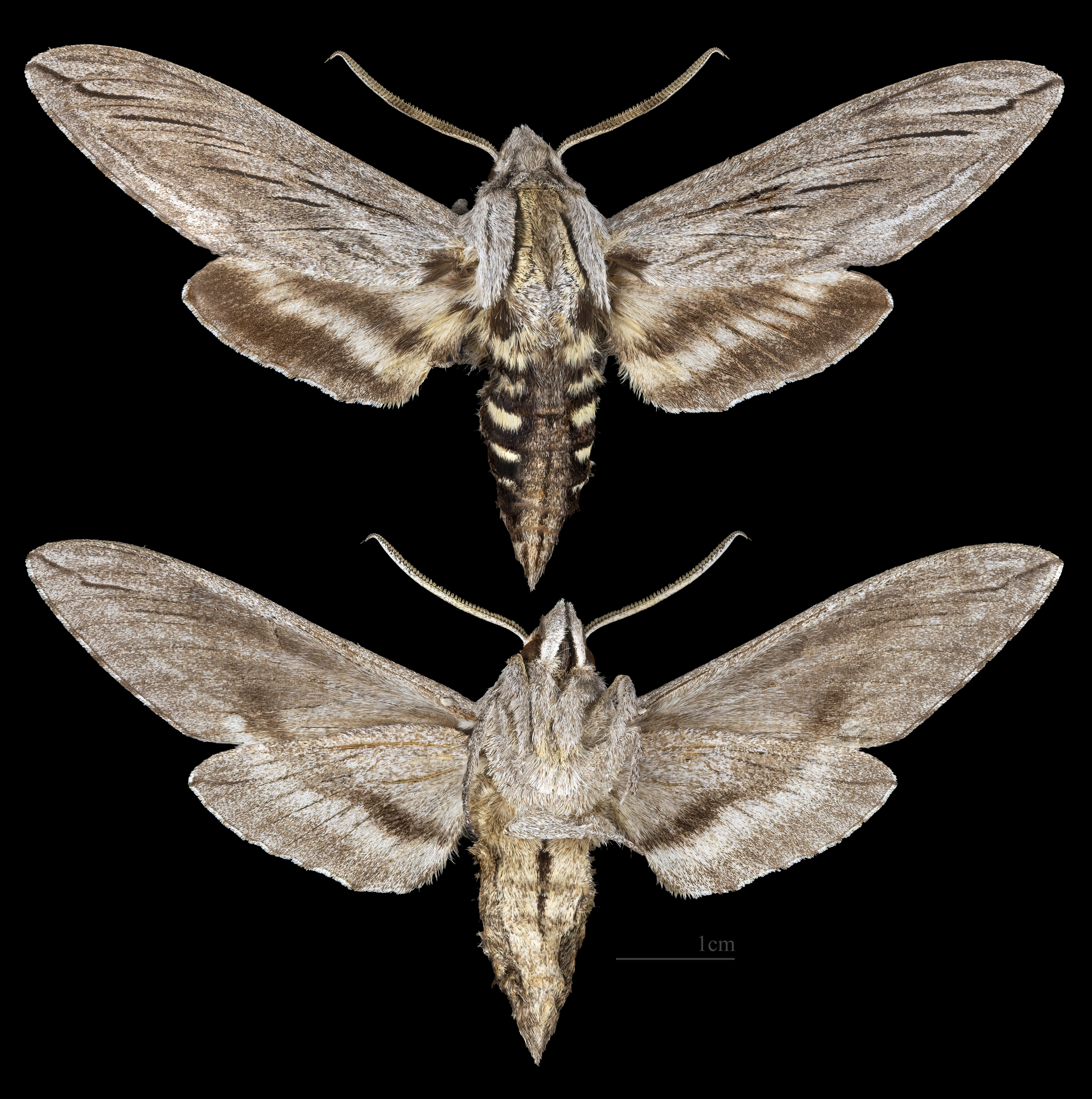
Sphinx libocedrus
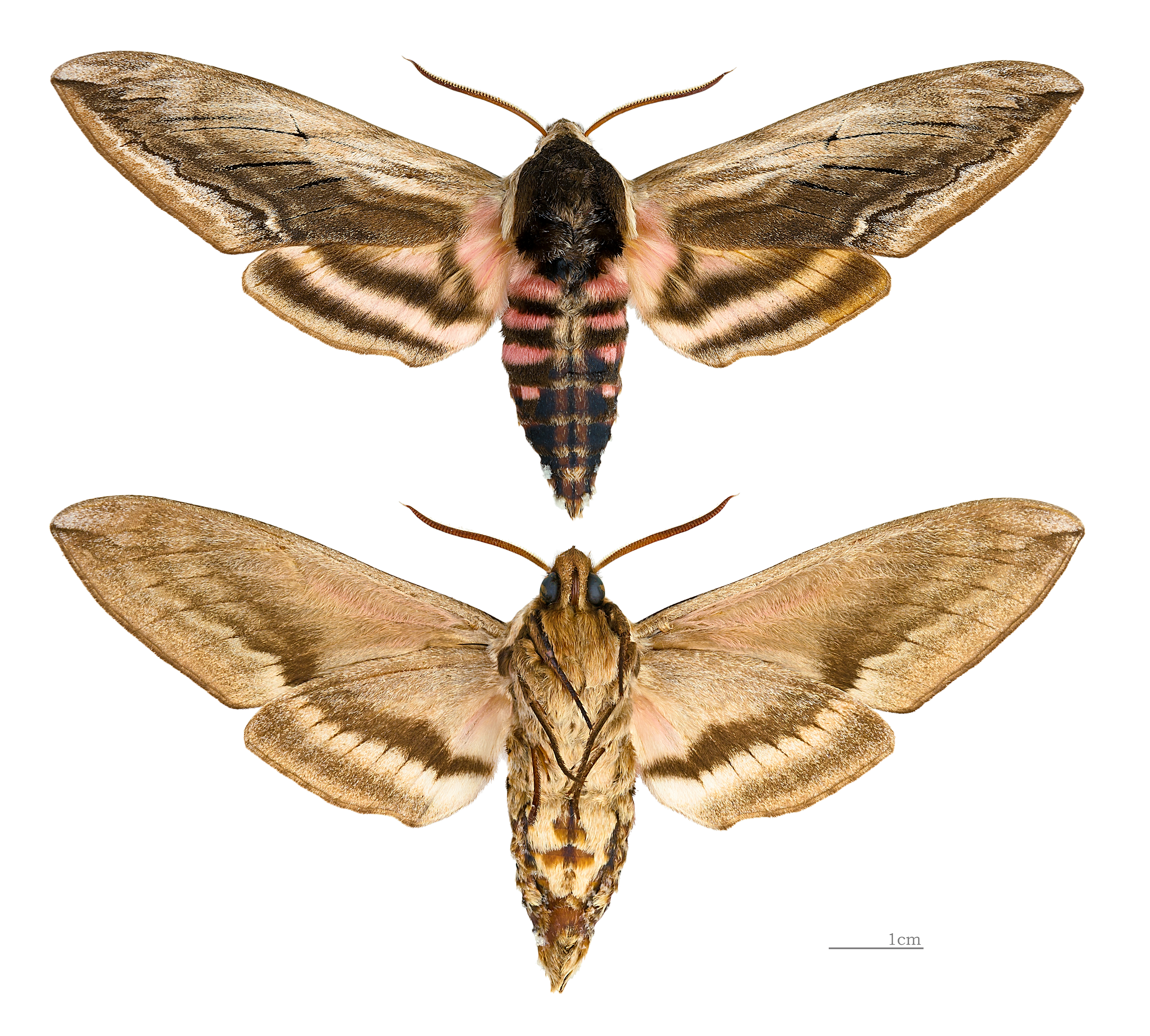
Sphinx ligustri
Sphinx luscitiosa
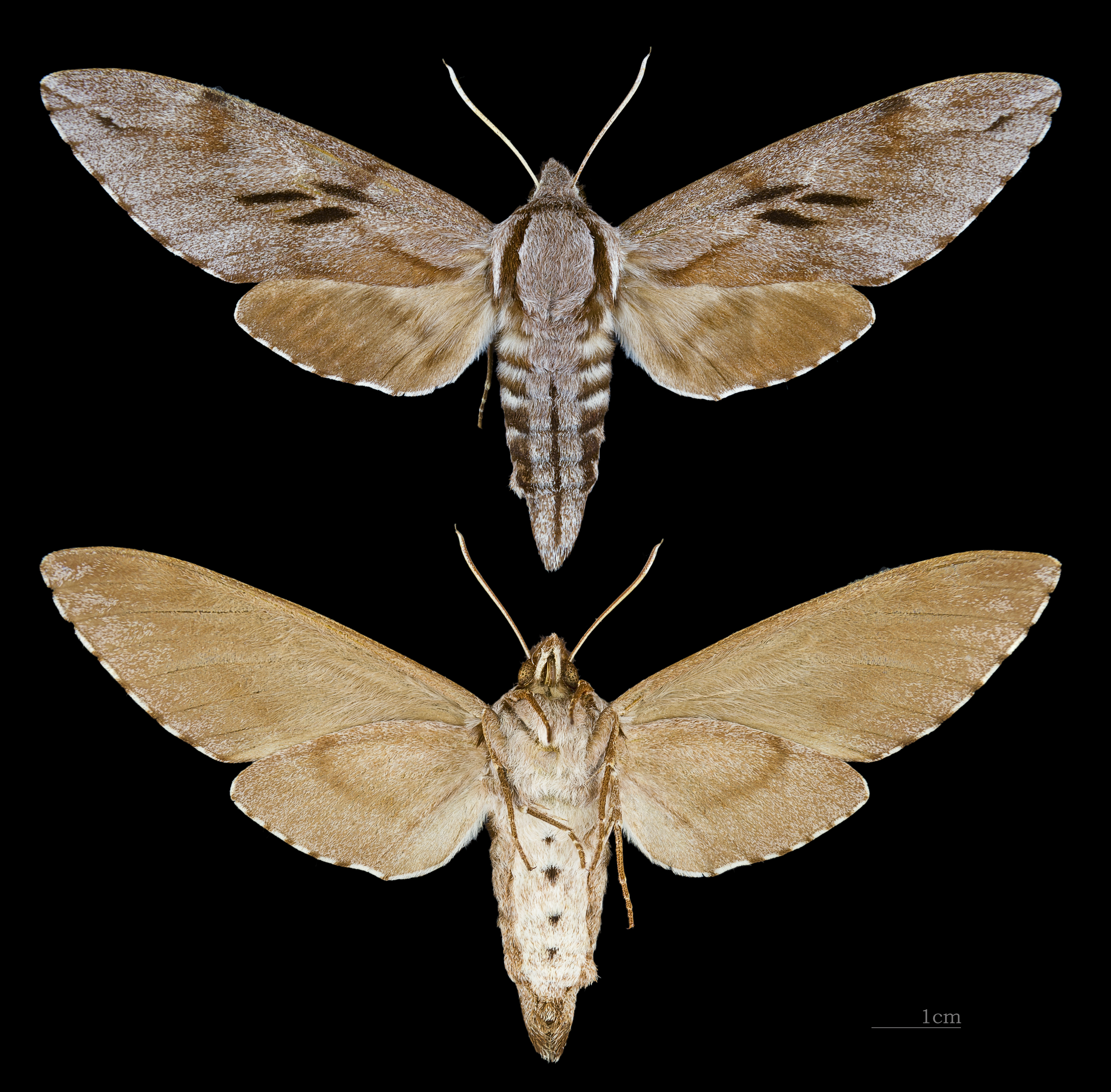
Sphinx pinastri
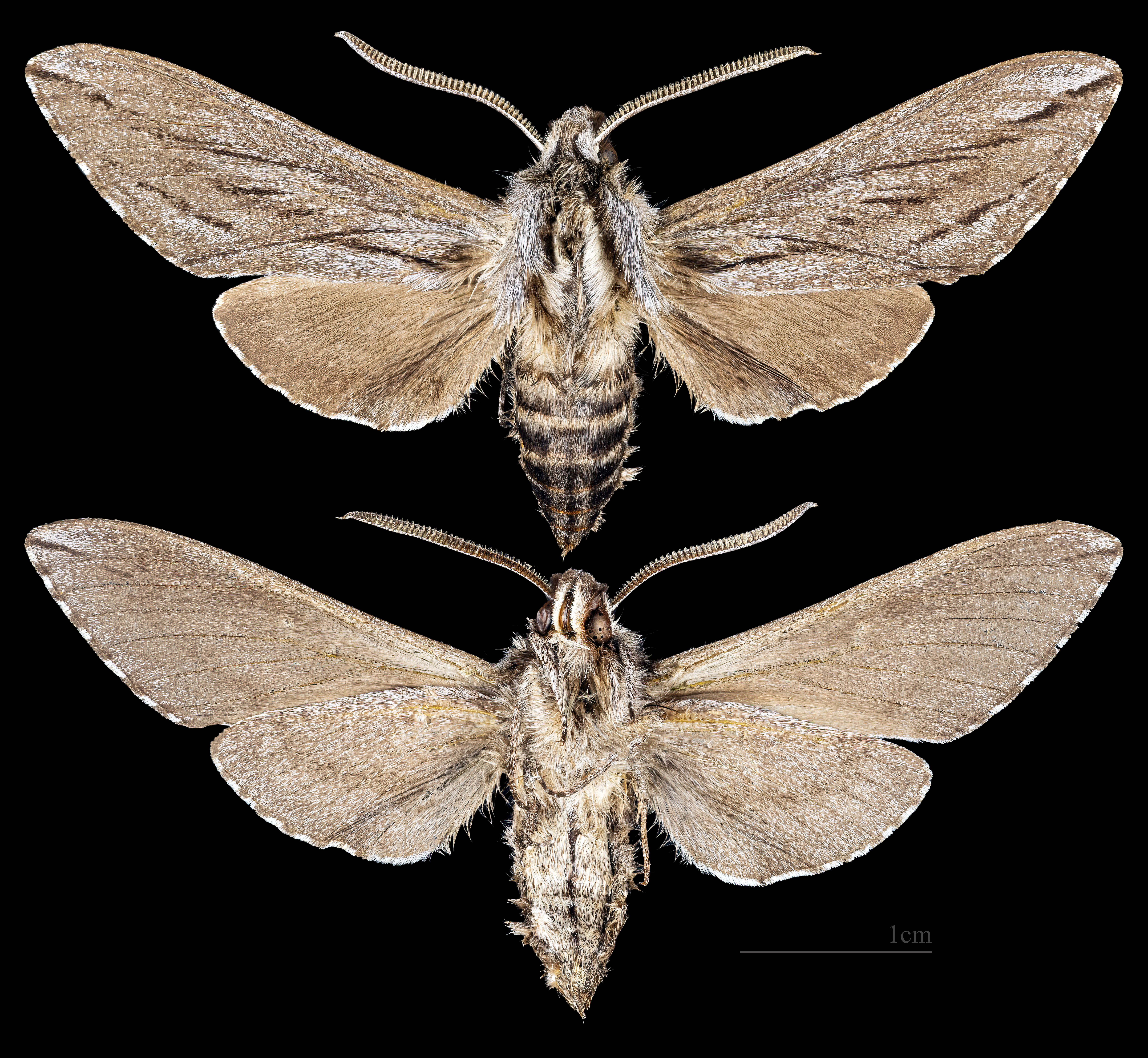
Sphinx sequoiae
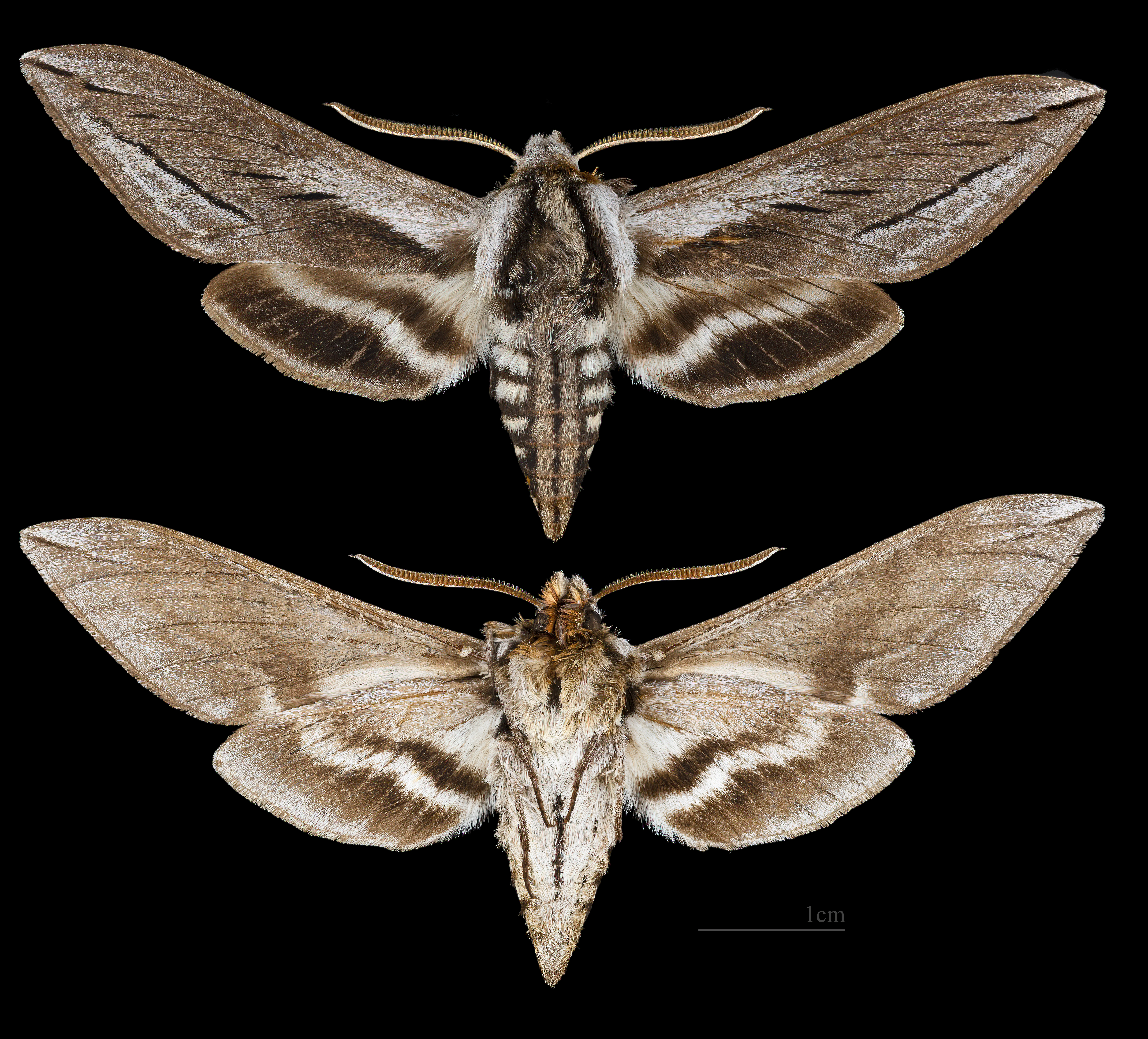
Sphinx vashti

## Belege